# Айрон-Горс (Каліфорнія)
Айрон-Горс (англ. Iron Horse) — переписна місцевість (CDP) в США, в окрузі Плумас штату Каліфорнія. Населення — 269 осіб (2020).

## Географія
Айрон-Горс розташований за координатами 39°46′50″ пн. ш. 120°28′56″ зх. д. / 39.78056° пн. ш. 120.48222° зх. д. (39.780483, -120.482312).  За даними Бюро перепису населення США в 2010 році переписна місцевість мала площу 20,06 км², уся площа — суходіл.

## Демографія
Згідно з переписом 2010 року, у переписній місцевості мешкало 297 осіб у 126 домогосподарствах у складі 88 родин. Густота населення становила 15 осіб/км².  Було 168 помешкань (8/км²).
Расовий склад населення:
| - 92,9 % — білих - 0,3 % — азіатів - 4,0 % — осіб інших рас |

До двох чи більше рас належало 2,7 %. Частка іспаномовних становила 5,7 % від усіх жителів.
За віковим діапазоном населення розподілялося таким чином: 17,2 % — особи молодші 18 років, 64,3 % — особи у віці 18—64 років, 18,5 % — особи у віці 65 років та старші. Медіана віку мешканця становила 49,0 року. На 100 осіб жіночої статі у переписній місцевості припадало 96,7 чоловіків;  на 100 жінок у віці від 18 років та старших — 108,5 чоловіків також старших 18 років.
Середній дохід на одне домашнє господарство  становив 80 537 доларів США (медіана — 69 464), а середній дохід на одну сім'ю — 80 537 доларів (медіана — 69 464). 
Цивільне працевлаштоване населення становило 101 осіб. Основні галузі зайнятості: сільське господарство, лісництво, риболовля — 72,3 %, роздрібна торгівля — 13,9 %, освіта, охорона здоров'я та соціальна допомога — 13,9 %.